# Secker & Warburg
Secker & Warburg ist ein britischer Buchverlag. Er entstand 1936 durch die Übernahme des insolventen Verlags von Martin Secker durch Fredric Warburg und Roger Senhouse.
Die politische Haltung des Verlags war sowohl antifaschistisch als auch antikommunistisch. Einer der bekanntesten Autoren des Verlags war seit 1938 George Orwell; weitere Autoren des Verlags bzw. der Marke waren unter anderem Simone de Beauvoir, Colette, J. M. Coetzee, Alberto Moravia, Günter Grass, Angus Wilson, Melvyn Bragg, Julian Gloag, Christy Brown und der britische Buddhist Lobsang Rampa.
Nach Fehlkalkulationen war Secker & Warburg 1951 gezwungen, sich dem Verlag Heinemann anzuschließen. Heinemann wurde 1985 von der Octopus Publishing Group, einem Ableger der Lagardère-Gruppe im Vereinigten Königreich, gekauft. Die Octopus Publishing Group wurde wiederum 1987 von der REED Gruppe gekauft und dieser Teil der, mittlerweile zu Reed Elsevier gewordenen, Gruppe wurde an Random House verkauft. 2005 kam es zur Fusion von Secker & Walburg mit der, ebenfalls zu Random House gehörenden, Harvill Press unter dem Namen Harvill Secker. Random House wurde 1998 von der Bertelsmann AG aufgekauft und 2013 mit der, damals zum Pearson Verlagsgruppe gehörenden, Penguin Group zu Penguin Random House fusioniert. Stand 2025 ist Harvill Secker Teil der Vintage Division der Penguin Random House Gruppe, die sich im Eigentum der Bertelsmann Gruppe befindet. Im April 2025 wurde bekannt gegeben, dass sich der Name des Verlags auf Harvill verkürzt und der zukünftige Fokus auf fiktionaler Literatur, Romanzen, Fantasy und Science Fiction, liegen soll.

## Publikationen (Auswahl)
- George Orwell: Homage to Catalonia Secker & Warburg, London 1938, ISBN 978-0-436-35005-4
- George Orwell:  Animal Farm Secker & Warburg, London 1945, ISBN 978-0-582-53008-9
- George Orwell: 1984, Secker & Warburg, London 1949, ISBN 978-0-436-35007-8
- Simone de Beauvoir: She came to Stay, Secker & Warburg, London, 1949, OCLC 2314061
- Howard Marks: Mr. Nice. Neuausg. Secker & Warburg, London 1996, ISBN 0-436-20305-7 (Autobiographie)[4]
- Louis de Bernières: The War of Don Emmanuel's Nether Parts. Secker & Warburg, London 1990, ISBN 0-436-20003-1.[5]
- Victor Weisz: Vicky’s world. Secker & Warburg, London 1959.